# Яркевич, Игорь Геннадьевич
 И́горь Генна́дьевич Ярке́вич (8 сентября 1962, Москва — 29 июля 2020) — русский писатель, сценарист.

## Биография
В 1985 году окончил Историко-архивный институт.
Печатался с 1991 года. Вначале сотрудничал с прессой российского андеграунда. В 1994 году назван журналом «Огонёк» лучшим писателем года. В 1996 году по рейтингу «Книжного обозрения» назван худшим писателем года. Мнение критики колеблется по всему диапазону — от «живого классика» до «самого страшного и скандального писателя» в современной литературе.
По сценарию Игоря Яркевича снят фильм «Частные хроники. Монолог» (1999, режиссёр Виталий Манский).
Член ПЕН-клуба.
Лауреат премии «Нонконформизм-2011» (с формулировкой «за новые типы прозаического мышления, стиля и языка»).
Умер 29 июля 2020 года на 58-м году жизни.

## Книги
Роман-трилогия: «Детство (Как я обосрался)», «Отрочество (Как меня чуть не изнасиловали)», «Юность (Как я занимался онанизмом)» (1990—1992)
Переиздание: «Как я, и как меня» (М., Проза-пресс, 1996)
«Ум. Секс. Литература» (М., Галерея М. Гельмана, 1998)
- Игорь Яркевич. Свечи духа и свечи тела. — Вагриус, 2000. — 352 с.
- Игорь Яркевич. Женские и не женские рассказы. — Вагриус, 2000. — 324 с.
- Игорь Яркевич. Как я и как меня: Роман-трилогия. — Riga: SIA «Izdevnieciba APLIS», 2004. — 224 с. — ISBN 9984-10-172-X.
- Игорь Яркевич. Ум, секс, литература: Роман. — Riga: SIA «Izdevnieciba APLIS», 2004. — 256 с. — ISBN 9984-10-174-6.
- Игорь Яркевич. В пожизненном заключении: Роман. — М.: Зебра Е, 2007. — 304 с. — (Ирония XXI века). — ISBN 978-5-94663-345-1.
- Игорь Яркевич, Евгений Попов. Мы женимся на Лейле Соколовой. — Москва: Дикси пресс, 2015. — 240 с. — ISBN 978-5-905490-23-1.

## Интервью
- «Культурология маньяка» Архивная копия от 21 декабря 2017 на Wayback Machine (Беседа с Евгением Лесиным, «НГ Ex libris», 06.12.2007)
- «Предательство героев 90-х» Архивная копия от 5 марта 2016 на Wayback Machine (Беседа с Михаилом Бойко, «НГ Ex libris», 29.01.2009)
- «А теперь что касается секса» Архивная копия от 6 июня 2011 на Wayback Machine (Беседа с Михаилом Бойко, «Частный корреспондент», 17.10.2009)